# Scalmophorus minutus
Scalmophorus minutus är en insektsart som beskrevs av Ball. Scalmophorus minutus ingår i släktet Scalmophorus och familjen hornstritar. Inga underarter finns listade i Catalogue of Life.